# Свиленград
Свиленград (буг. Свиленград) град је у Републици Бугарској, у јужном делу земље, седиште истоимене општине Свиленград у оквиру Хасковске области.
Свиленград је познат као погранично место на главном граничном прелазу између Бугарске и Турске.

## Географија
Положај: Свиленград се налази у јужном делу Бугарске, близу државне тромеђе са Грчком и Турском — 14 источно километара од града. Од престонице Софије град је удаљен 310 km источно, а од обласног средишта, Хаскова град је удаљен 50 km источно.
Рељеф: Област Свиленграда се налази у области долине Марице. Град се сместио на левој обали реке, на око 60 m надморске висине.
Клима: Клима у Свиленграду је измењено континентална клима са утицајем оближњег Егејског мора.
Воде: Кроз Свиленград протиче река Марица средњим делом свог тока.

## Историја
Област Свиленграда је првобитно било насељено Трачанима, а после њих овом облашћу владају стари Рим и Византија. Јужни Словени ово подручје насељавају у 7. веку. Од 9. века до 1373. године област је била у саставу средњовековне Бугарске.
Крајем 14. века област Свиленграда је пала под власт Османлија, који владају облашћу 5 векова.
Године 1912. град је постао део савремене бугарске државе. Насеље постоје убрзо средиште окупљања за села у околини, са више јавних установа и трговиштем.

## Становништво
По проценама из 2007. године Свиленград је имао око 19.000 становника. Огромна већина градског становништва су етнички Бугари. Остатак су махом Турци и Роми. Последњих 20ак година град губи становништво због удаљености од главних токова развоја у земљи.
Претежан вероисповест месног становништва је православље, а мањинска ислам.